# Migdal HaEmek
Migdal HaEmek (tiếng Hebrew: מגדל העמק, tiếng Ả Rập: مجدال هعيمق/مغدال هعيمق) là một thành phố Israel. Thành phố thuộc quận Bắc. Thành phố có diện tích 7,637 km2, dân số năm 2009 là 23.900 người.